# Molophilus ethicus
Molophilus ethicus är en tvåvingeart som beskrevs av Alexander 1962. Molophilus ethicus ingår i släktet Molophilus och familjen småharkrankar. Inga underarter finns listade i Catalogue of Life.